# Judith Suminwa Tuluka
Judith Suminwa Tuluka, född 19 oktober 1967 i Kongo-Kinshasa, är en kongolesisk politiker. Sedan den 12 juni 2024 är hon premiärminister i Kongo-Kinshasa. Hon efterträdde, som första kvinna på posten, Sama Lukonde.
Hon representerar det politiska partiet Unionen för demokrati och social utveckling. Mellan 2023 och 2024 var hon planeringsminister.
Suminwa Tuluka har en examen i ekonomi från Université Libre de Bruxelles i Belgien.